# Appaleptoneta coma
Appaleptoneta coma är en spindelart som först beskrevs av Barrows 1940.  Appaleptoneta coma ingår i släktet Appaleptoneta och familjen Leptonetidae. Inga underarter finns listade i Catalogue of Life.